# Puccinellia hybrida
Puccinellia hybrida är en gräsart som beskrevs av Holmb. Puccinellia hybrida ingår i släktet saltgrässläktet, och familjen gräs. Inga underarter finns listade i Catalogue of Life.